# Madame Swetchine
Madame Anne Sophie (Soymonov) Swetchine (transliteración del cirílico ruso Софья Петровна Свечина, Moscú, 22 de noviembre de 1782-París, 10 de septiembre de 1857) Nacida en una familia noble, hija del Secretario de Estado Peter Alexandrovich Soimonov (1734–1801) y su mujer Catherine Boltin (1756–1790). Conocida como Madame Sophie-Jeanne Soymonof Swetchine famosa por sus cartas y otros escritos. Organizó un influyente Salón literario, radicado desde 1826 en el número 71 la Rue Saint Dominique en París, que regentó hasta 1856, un año antes de su fallecimiento.

## Biografía
Pasó sus primeros años en la corte de Catalina la Grande (Catalina_II_de_Rusia) al ser su padre uno de los tutores más cercanos de la Emperatriz. Tuvo una buena educación, aprendió varias lenguas europeas y fue popular en la corte. En 1797, fue nombrada Dama de Honor de la Emperatriz María Fedorovna. En 1799, a la edad de 17 años, contrae matrimonio con el General Nicolas Sergeyevich Swetchine, 25 años mayor que ella. No obstante, sus contemporáneos describieron la relación de ambos como "Una buena relación". La pareja no tuvo hijos, lo que dicen haber sido causa de su sufrimiento.
Ortodoxa de nacimiento, se convierte al Catolicismo en San Petersburgo en 1815 con 33 años de edad, influida por sus ensayos, sus propias reflexiones y la lectura de los libros del contrarrevolucionario escritor saboyano Joseph de Maistre, que era en aquel momento Ministro Plenipotenciario en San Petersburgo (1803-1817). Como las leyes Rusas, no permitían permanecer en Rusia a los miembros de la nobleza que abjurasen de la Iglesia Ortodoxa Rusa, Sophie se vio obligada a abandonar su país y vivir en exilio, eligiendo París(Francia) como su nuevo hogar, donde se asentó con su marido en 1816. Precediendo a su llegada, Joseph de Maistre escribió una carta a Louis de Bonald en la que decía: "Dentro de poco verá en París una dama rusa a quien le recomiendo especialmente. Nunca verá tanta fuerza moral, ingenio y aprendizaje unidos a semejante bondad". Blunt, Hugh Francis. «SOME LITERARY WIVES AND MOTHERS». GREAT WIVES AND MOTHERS (en inglés). Trabajo original publicado antes de 1945, año desconocido, pibn: 1000625403. Londres: Forgotten Books. p. 445. Archivado desde el original el 28 de mayo de 2015. Consultado el 28 de mayo de 2015.
El procedimiento de exiliarse por cambio de religión de la Ortodoxa Rusa a la Católica, utilizado por las personas próximas al Zar, es muy similar al que utilizó la familia rusa de Elizabeth Golitzin, religiosa madre del Sagrado Corazón, (San Petersburgo, 22 de febrero de 1797 - Luisiana, los EE.UU, 8 de diciembre de 1843), hija de Príncipe Alexis Andreievich Golitzin y de la Condesa Protasov, muy amiga de Madame Swetchine. Elizabeth Golitzin, dolida con el cambio de religión de su madre pensó inicialmente no cambiar nunca su fe Cristiana Ortodoxa Rusa. Sin embargo, años más tarde, sí cambiaría su fe por la católica. Gracias a la catequización y control del Padre Rozaven, Elizabeth Galitzin recibió a los 29 años de edad los hábitos de Monja del Sagrado Corazón en Metz, Francia, en 1826, profesando sus primeros votos en Roma, en Trinità dei Monti, en 1828 y los formalmente finales en 1832, de forma que "la Princesa Golitzin" fue Secretaria General de Madeleine Sophie Barat, fundadora de las Monjas del Sagrado Corazón, siendo nombrada en 1839 Asistenta General y Visitadora de los Conventos del Sagrado Corazón en los Estados Unidos, hasta su muerte en Luisiana, EE. UU. en 1843 a la edad de 46 años.

## Influencias
Madame Swetchine, rusa conversa al catolicismo en 1815, amiga de otras rusas conversas, como la Condesa Protasov, esposa del Príncipe Exiliado Golitsin y Madame Davidov frecuentaron la compañía de visitantes y tertulianos habituales como:
1) François René de Chateaubriand, es decir François-René, vizconde de Chateaubriand, Diplomático y Ministro de Asuntos Exteriores durante algún tiempo. 
2) El zoólogo y precursor de la paleontología Georges Cuvier.
3) Victor Cousin, reputado organizador de la descuidada anteriormente Enseñanza Primaria francesa inspirándose en sus tratos con filósofos y pedagogos alemanes como Hegel y Schelling y las reformas emprendidas en Prusia y en Westphalia después de sus derrotas frente a Napoleón como solución de avance y progreso en varios campos deficitarios sugeridos por los consejeros de los Príncipes y Reyes alemanes por el cambio. Estudioso también de las biografías de mujeres jansenistas francesas como la luego monja Jacqueline Pascal, hermana del físico y matemático Blaise Pascal, o Anne Genevieve de Bourbon-Condé, Duquesa de Longueville, la Marquesa de Sable, la Duquesa de Chevreuse, y Madame de Hautefort. 
4) El español extremeño  Juan Donoso Cortés, promovido por la Reina Isabel II de España a Marqués de Valdegamas, considerado hoy más bien reaccionario y ultraconservador.
5) El famoso matemático y notorio conservador monárquico Augustin Louis Cauchy. Polémico defensor de jesuitas y miembro de las Conferencias de San Vicente de Paúl, duro contendiente de otros ingenieros y matemáticos que le reprochaban sus traídas a discusión de asuntos morales y religiosos algo fuera de sus proyectos personales.
6) Alexis de Tocqueville, es decir, Alexis Henri Charles de Clérel, vizconde de Tocqueville, político liberal - conservador. Fue Ministro de Asuntos Exteriores en 1849 durante la II República Francesa.
7) Su biógrafo y editor de sus obras en los años 1860 y 1861 M. de Falloux, es decir, Frédéric Alfred Pierre, Comte de Falloux. Ministro de Educación en 1849 bajo el Segundo Imperio, la "Ley Falloux" de 15 de marzo de 1850 autorizaba la 1ª y 2ª Enseñanza en Francia a los miembros de Institutos Religiosos Masculinos y Femeninos sin más ni requerirse títulos universitarios de sacerdotes en la Secundaria en contraposición a los profesores "civiles". Fue siempre adscrito a los postulantes monárquicos franceses.
La contra reacción vendría señalada por la famosa Ley de Educación "laica" de 1879 de Jules Ferry, que contribuiría a la "emigración" de muchos de estos enseñantes, curas y monjas y de sus congregaciones y nuevas fundaciones en España y América Latina, satisfaciendo la demanda de las nuevas burguesías hispano parlantes.
8) El escritor y moralista liberal conservador Padre Dominico Henri Lacordaire, Jean-Baptiste Henri Lacordaire, en religión Padre Henri-Dominique Lacordaire.
9) Pierre Forbes René de Montalembert casado en 1808 con Elise Rosée Forbes, hija del escocés James Forbes, explorador en África y en la India.
10) El escritor francés Louis de Bonald.
11) Jean Jacques Ampère, gran viajero y filólogo, gran amigo íntimo desde 1835 de Alexis de Tocqueville, era hijo del eminente físico francés André Marie Ampère, de quien deriva la unidad de medida de intensidad de corriente eléctrica el Amperio.
12) Charles Augustin Sainte-Beuve, duramente criticado por Marcel Proust al no admitir este último que la novelística de un escritor refleje el fondo latente de las experiencias recibidas y el modo de educación del escritor tal y como postulaba Saint Beuve. Notorio estudioso de los intelectuales jansenistas franceses de la Abadía de Port Royal, sería reconsiderado favorablemente, en contra de lo expresado por Proust por el escritor y filósofo existencialista del siglo XX, Jean Paul Sartre. Tuvo relaciones amorosas con Adèle Foucher, esposa de su amigo el famoso escritor francés Víctor Hugo, (obra teatral de revisión en 2005), compartiendo alguna otra con el propio Víctor, pese a aceptar el 1º el Segundo Imperio Francés del sobrino de Napoleón Bonaparte, el golpista Carlos Luis Napoleón Bonaparte, casado con la española Eugenia de Montijo y el 2º exilarse de él.

## Obra literaria
Escribió algunos libros de aforismos en francés (2 vols, 1860); sus cartas en francés también son un monumento literario de la época (2 vols., 1861). 
- Datos: Q2664172
- Multimedia: Sophia Petrovna Svechina / Q2664172
- Citas célebres: Madame Swetchine